# RealVideo
RealVideo – kodek obrazu stworzony przez RealNetworks. Został po raz pierwszy opublikowany w 1997 roku. W roku 2004 pojawiła się wersja 10.
RealVideo jest używany do strumieniowej transmisji obrazu w sieciach opartych na protokole TCP/IP (Internet). Obecnie jest możliwe odbieranie RealVideo zarówno na komputerze, jak i w telefonach komórkowych i urządzeniach PDA.
RealVideo funkcjonuje zazwyczaj z RealAudio, z którym tworzy wspólną całość jako pakiet RealMedia. Głównym odtwarzaczem RealMedia jest RealPlayer (stworzony przez RealNetworks). RealPlayer w wersji 10. jest Aplikacją open source odtwarzającą RealVideo jest MPlayer.
Za pomocą RealPlayer nie jest możliwe zapisanie strumieniowej transmisji RealVideo jako plik. Można do tego celu użyć Mplayer albo StreamBox VCR.